# Raúl Noriega
Raúl Alfredo Noriega (né le 4 janvier 1970 à Guayaquil en Équateur) est un joueur de football international équatorien, qui évoluait au poste de défenseur.

## Biographie

### Carrière en sélection
Avec l'équipe d'Équateur, il joue 27 matchs (pour 2 buts inscrits) entre 1988 et 1997. 
Il figure notamment dans le groupe des sélectionnés lors des Copa América de 1993 et de 1995.

## Palmarès
| Barcelona - Championnat d'Équateur (5) : - Champion : 1989, 1991, 1995 et 1997. |  | Deportivo Cuenca - Championnat d'Équateur (1) : - Champion : 2004. |